# ستيف نيومان (موسيقي)
ستيف نيومان (بالإنجليزية: Steve Newman)‏ هو موسيقي ومغني جنوب أفريقي، ولد في 25 يناير 1952 في كيب تاون في جنوب أفريقيا.

## وصلات خارجية
- الموقع الرسمي
- ستيف نيومان على موقع ميوزك برينز (الإنجليزية)
- ستيف نيومان على موقع ديسكوغز (الإنجليزية)